# 矢野美智子 (フィギュアスケート選手)
矢野 美智子（やの みちこ）は、日本の元フィギュアスケート選手（女子シングル）。1939年全日本選手権3位。

## 経歴
1937年、全日本ジュニア選手権に出場し2位に入る。
1939年、全日本選手権に出場し、稲田悦子、中村衣子に続き3位に入る。1940年、全日本選手権で稲田悦子、月岡芳子に続き2年連続で3位となる。

## 主な戦績
| 大会/年         | 1936-37 | 1937-38 | 1938-39 | 1939-40 |
| --------------- | ------- | ------- | ------- | ------- |
| 全日本選手権    |         |         | 3       | 3       |
| 全日本Jr.選手権 | 2       |         |         |         |